# ستيبل مردن (كامبريدجشير)
ستيبل مردن (بالإنجليزية: Steeple Morden)‏ هي قرية و أبرشية مدنية تقع في المملكة المتحدة في إنجلترا. يقدر عدد سكانها بـ 963 نسمة .